# 本杰明·富兰克林公园大道

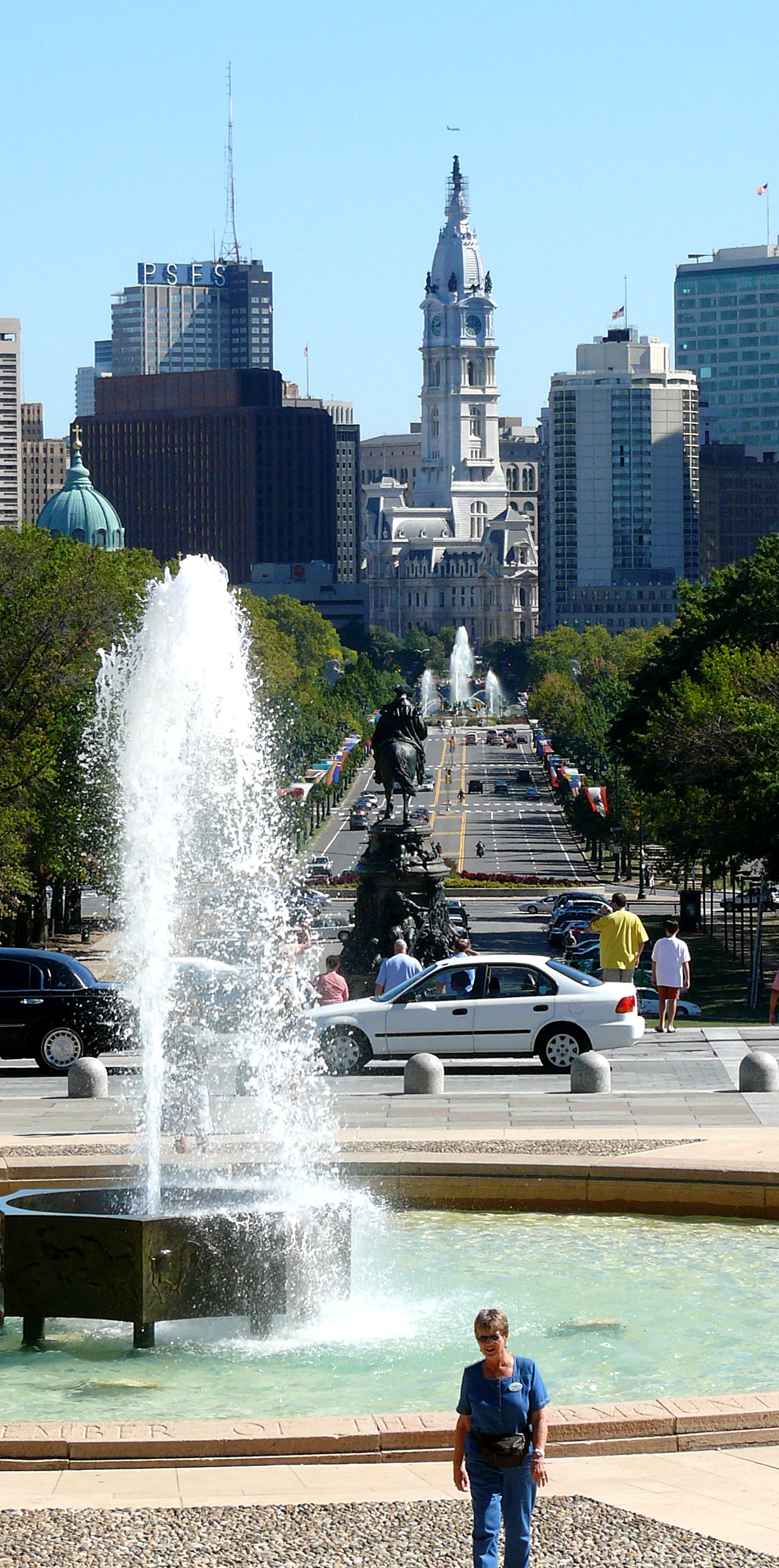
从费城艺术博物馆台阶顶部看本杰明·富兰克林公园大道

本杰明·富兰克林公园大道（Benjamin Franklin Parkway）是美國费城一条风景优美的林荫大道，长一英里，呈对角线斜穿过市中心西北部文化区的栅格路网。得名于费城名人本杰明·富兰克林。它起于费城市政厅，向西北经过洛根圆环（Logan Circle），止于费城艺术博物馆前。

## 景点
本杰明·富兰克林公园大道是费城博物馆区的脊柱。该市一些最著名的景点位于此处：圣伯多禄圣保禄圣殿主教座堂（Cathedral-Basilica of Sts. Peter and Paul）、斯旺纪念喷泉（Swann Memorial Fountain）、费城自由图书馆、富兰克林科学博物馆（Franklin Institute）、莫尔艺术设计学院（Moore College of Art and Design）、自然科学院（Academy of Natural Sciences）、罗丹博物馆、艾金斯椭圆（Eakins Oval），以及费城艺术博物馆。
本杰明·富兰克林公园大道也是一个室外雕塑花园。作品包括：奥古斯特·罗丹的“思想者”和“地狱之门”，罗伯特·印第安纳的“爱”，亚历山大·斯特林·考尔德的斯旺纪念喷泉的三河雕塑以及“莎士比亚纪念雕塑”，“圣女贞德”，华盛顿雕塑等。 

## 市区重建

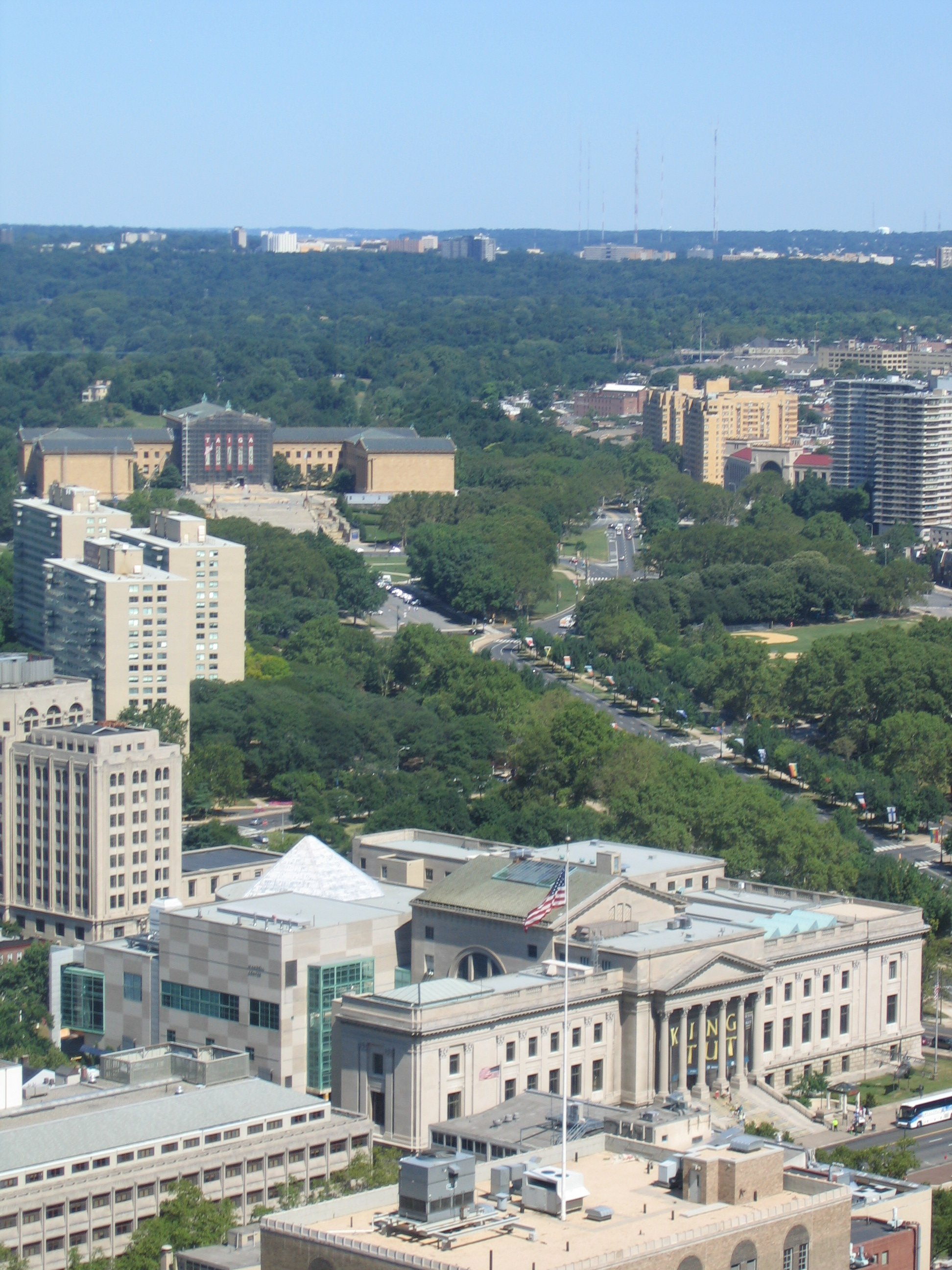
本杰明·富兰克林公园大道，前方为富兰克林科学博物馆

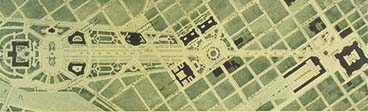
1917年规划

在这个以城市规划著称的城市中，富兰克林公园大道为美国最早的市区重建例子之一。修建这条道路，以纾解费城市中心充塞工业的情形，并恢复费城的自然和艺术美感。
1917年，法国城市规划师Jacques Gréber效仿巴黎的香榭丽舍大街设计这条公园大道。起于费城市政厅，结束于费城艺术博物馆前， 如同香榭丽舍大街结束于凯旋门。如同宽街绰号“艺术大道”，市场街绰号“科技大道”，富兰克林公园大道绰号“纪念大道”。
大道西端艺术博物馆台阶下的交通环岛名为艾金斯椭圆（Eakins Oval），得名于费城画家湯姆·艾金斯。
由于地处市中心，这条大道曾举办过许多音乐会和游行。2005年7月2日，博物馆的台阶为现场八方的费城现场，艺术家大卫马修乐队、聯合公園和魔力紅在此表演。
巴恩斯基金会在自由图书馆和罗丹博物馆之间建设一个新的印象派艺术博物馆，预定2011年冬季开放。

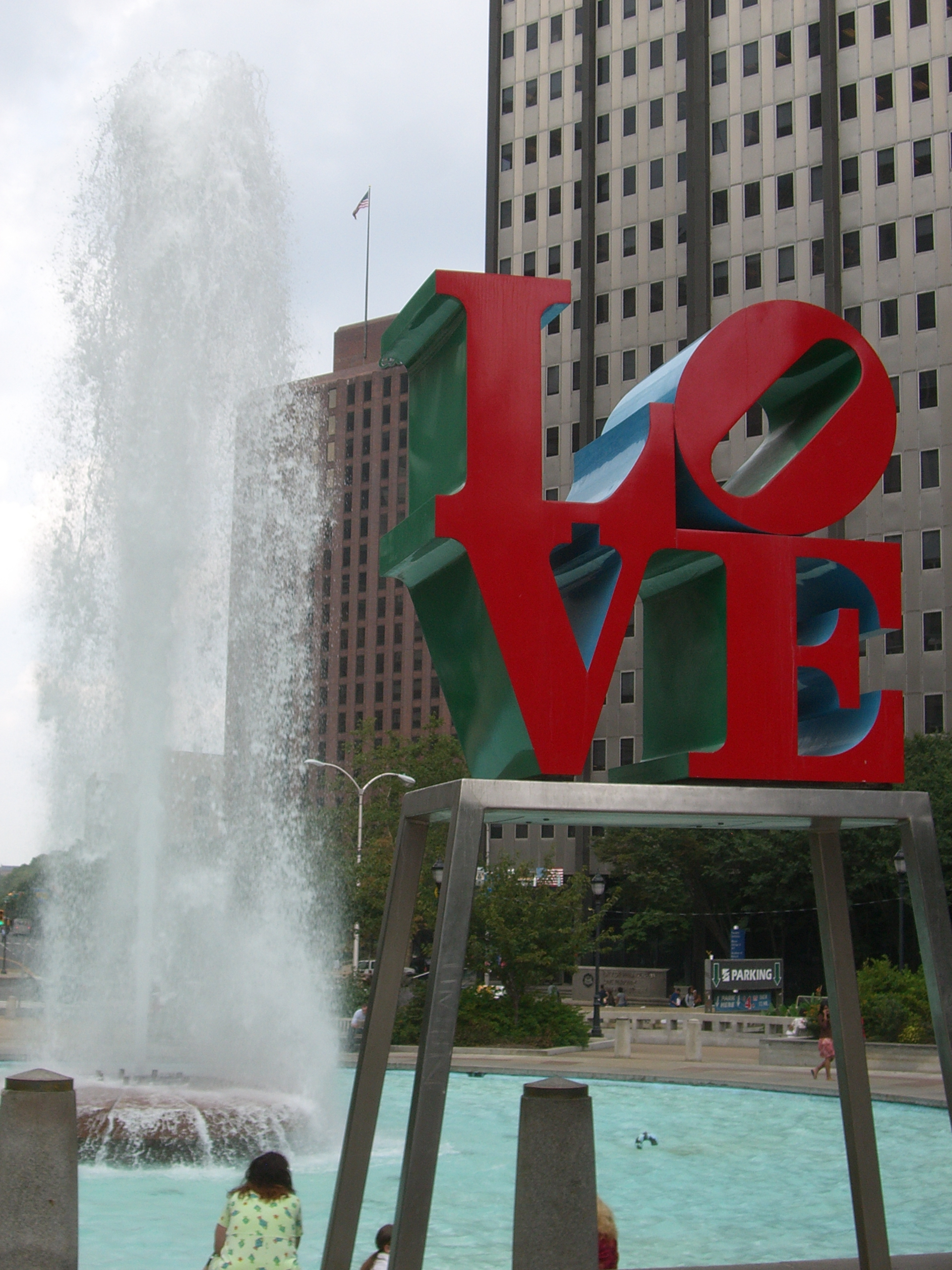
爱
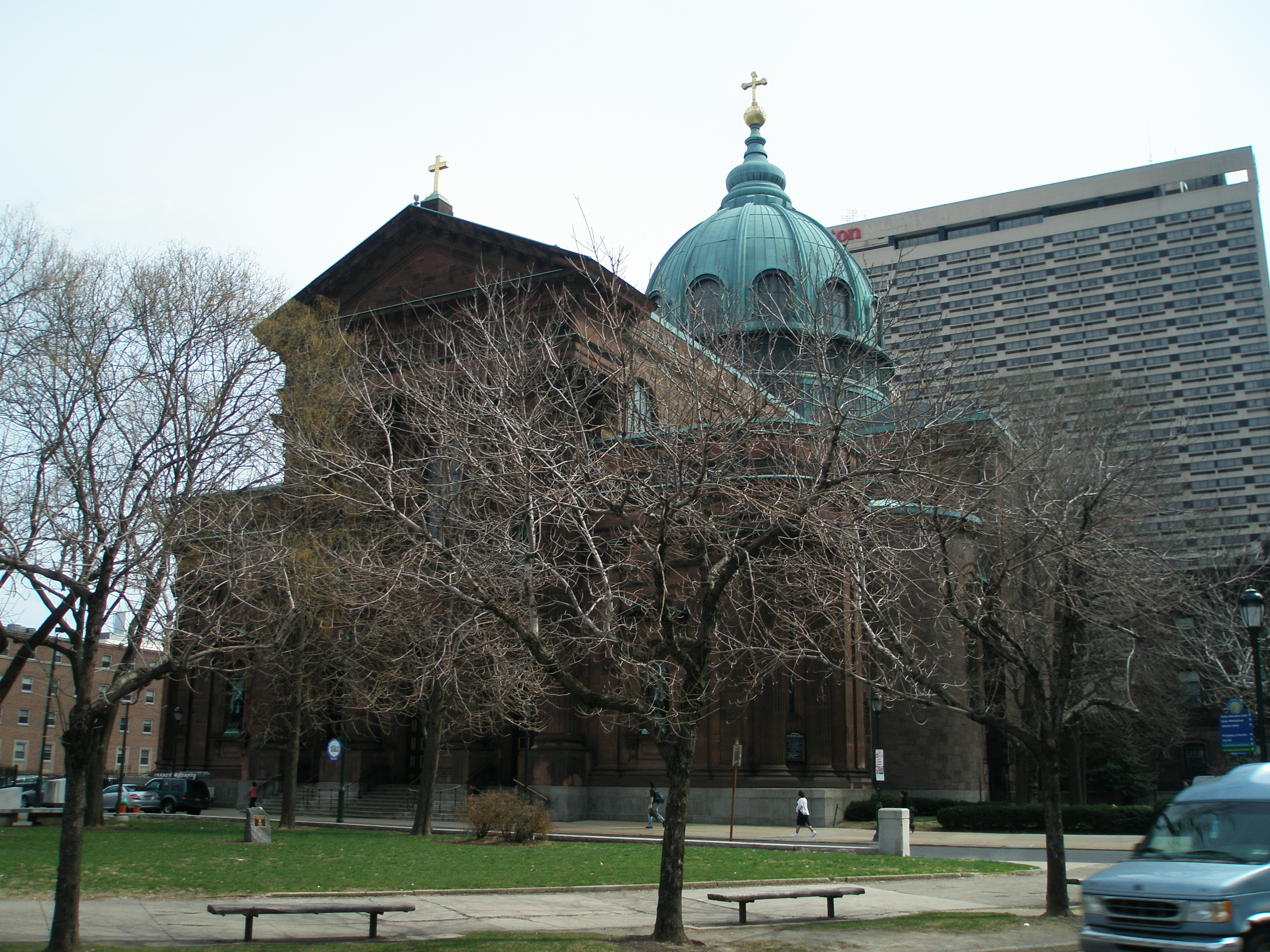
圣伯多禄圣保禄圣殿主教座堂
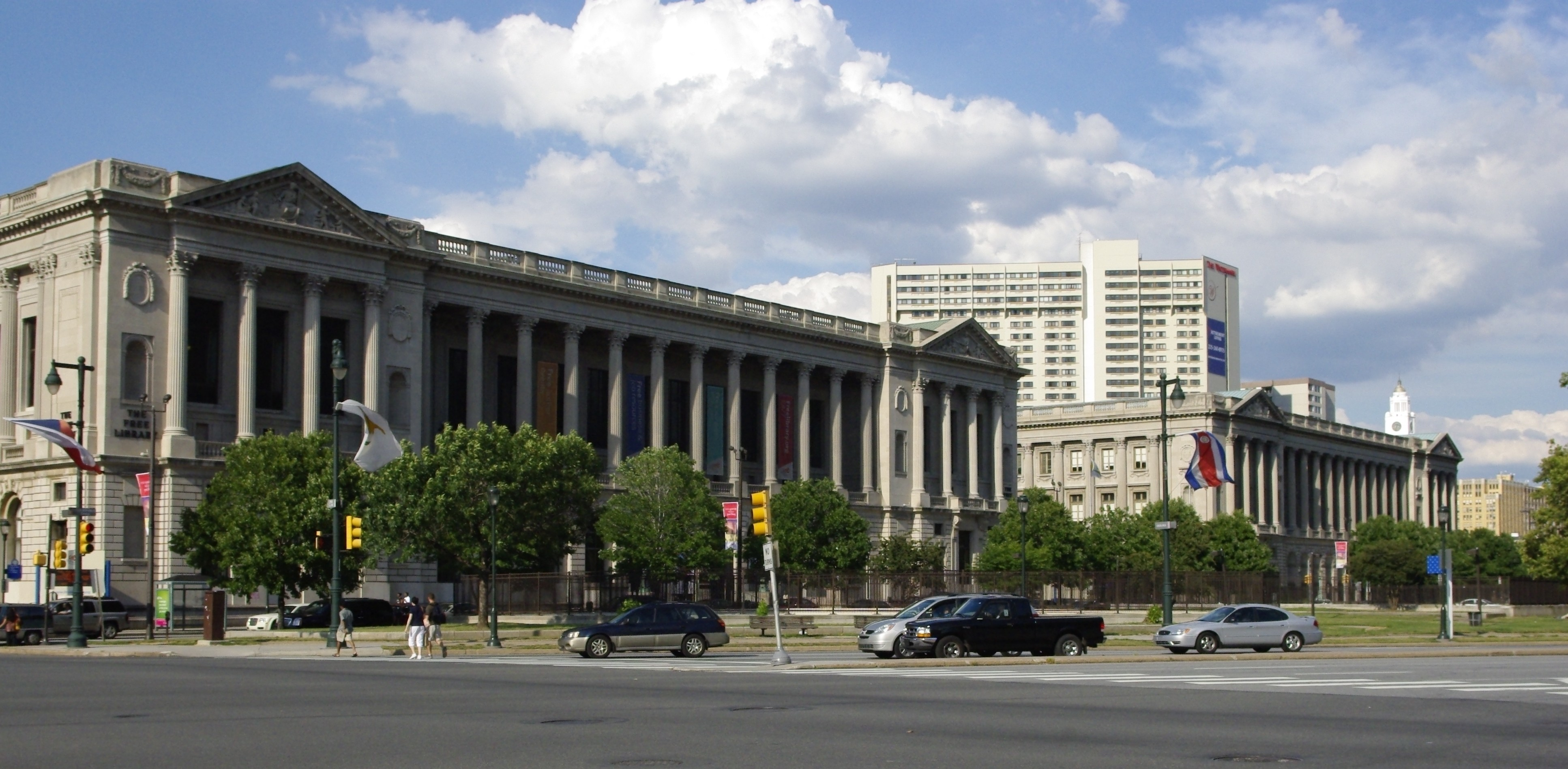
费城自由图书馆
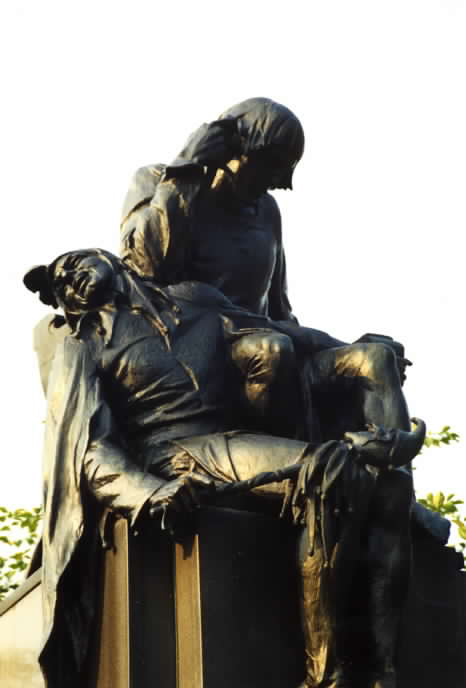
莎士比亚纪念雕塑
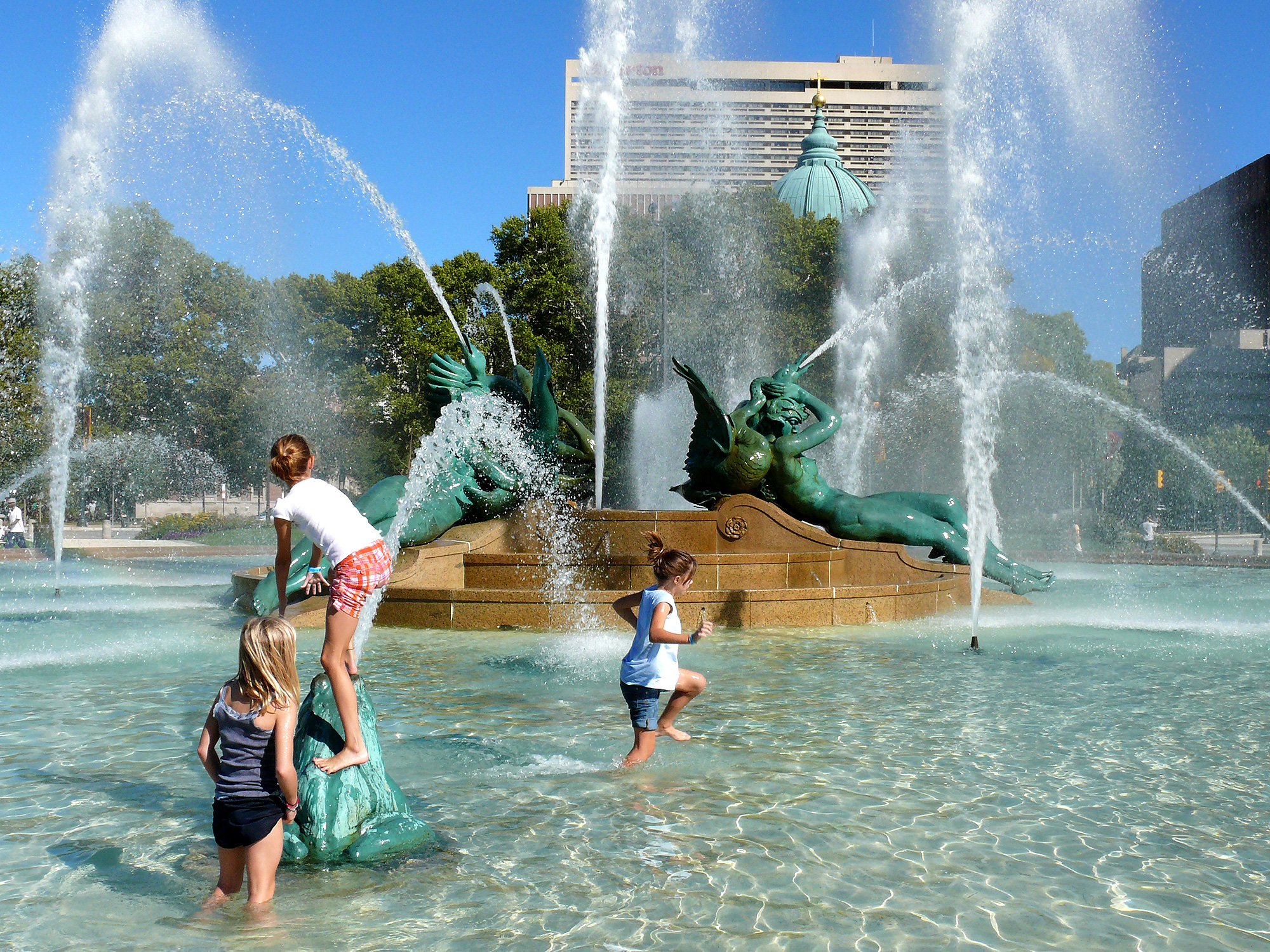
斯旺纪念喷泉
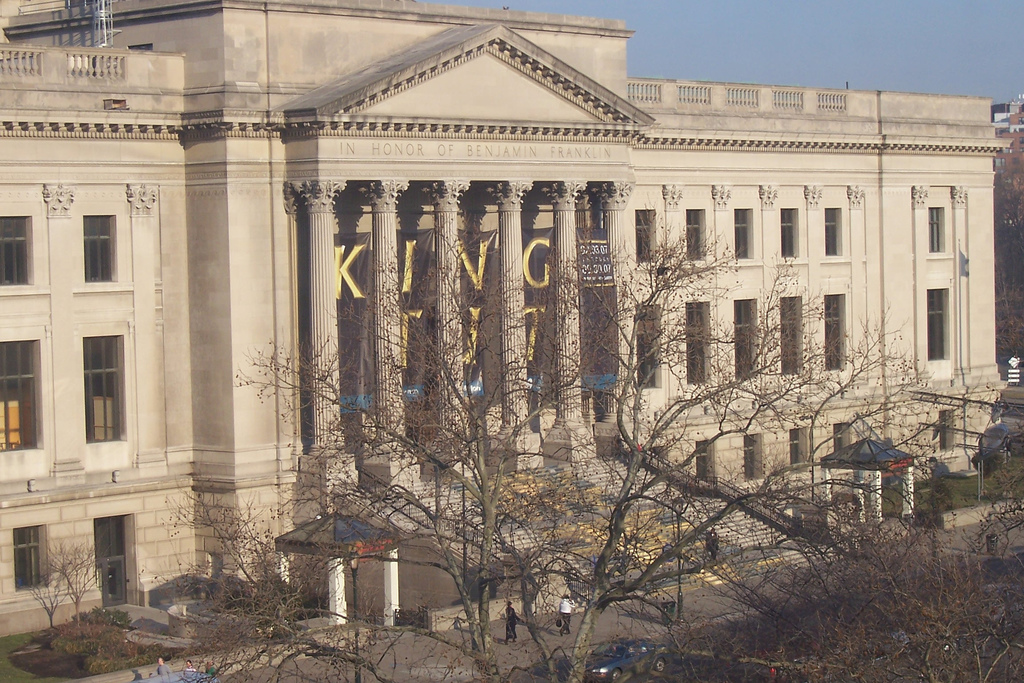
富兰克林科学博物馆
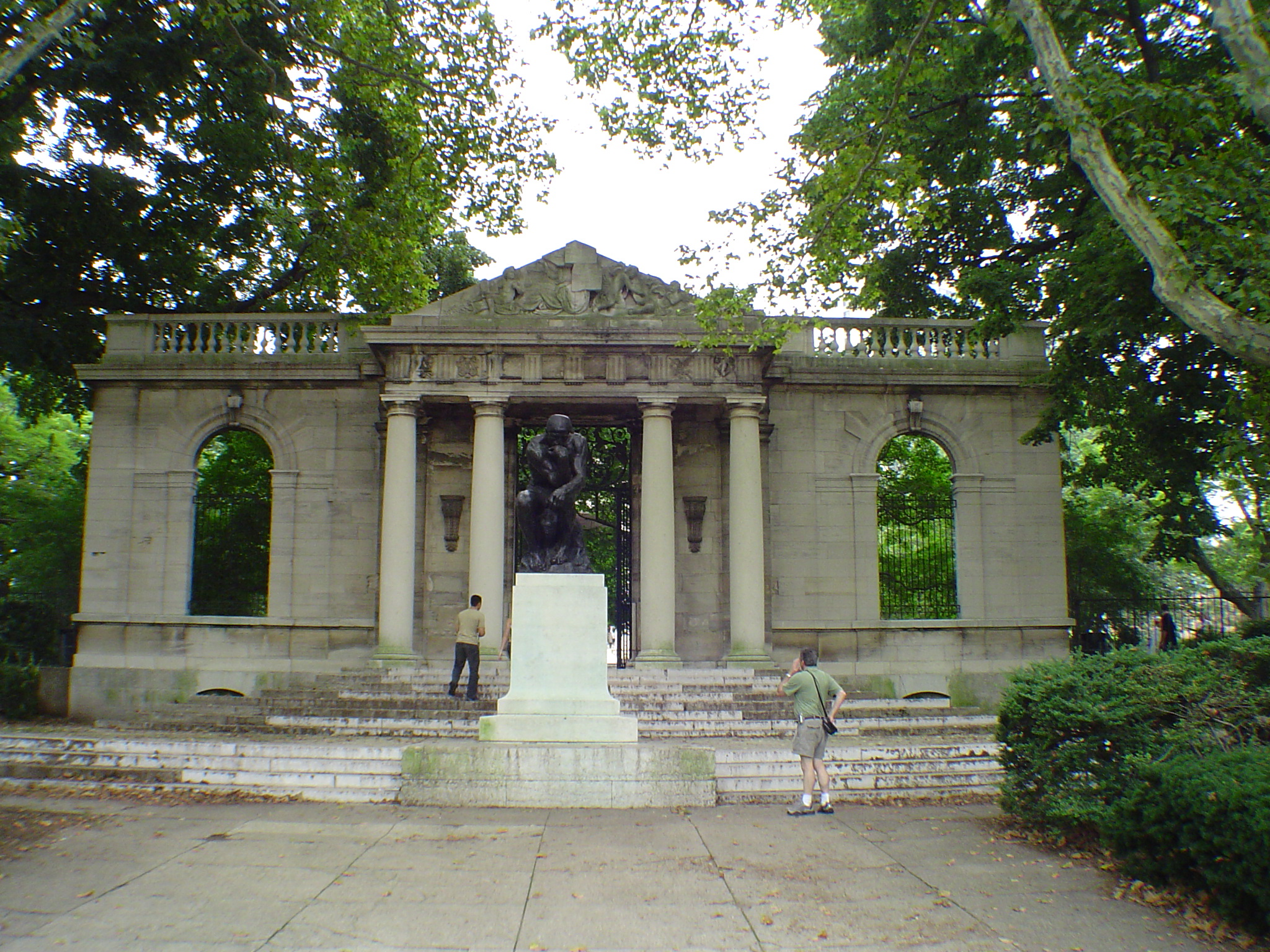
罗丹博物馆
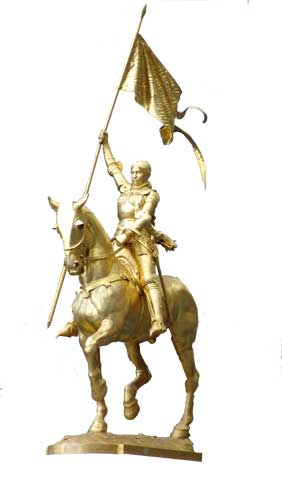
圣女贞德
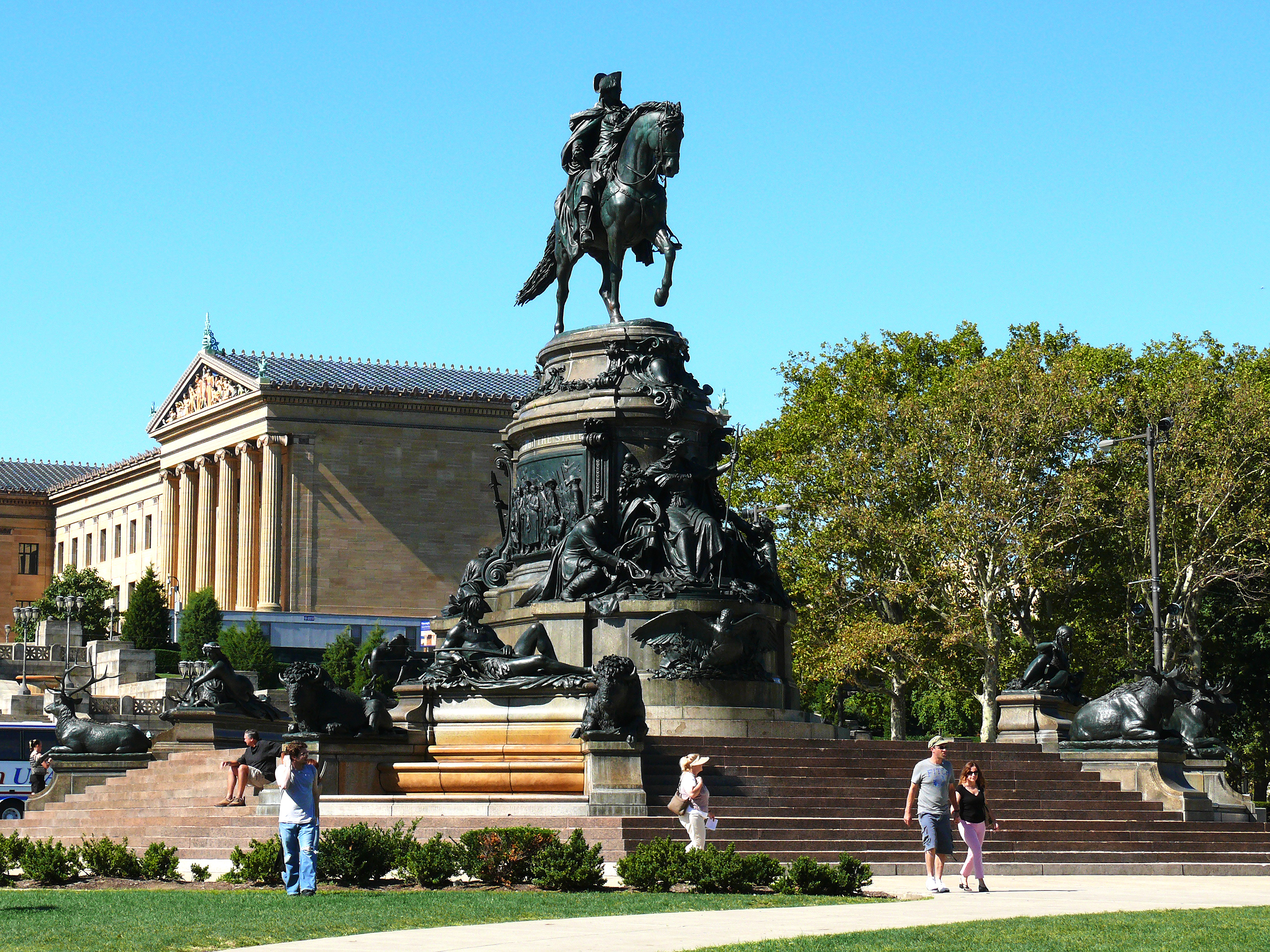
华盛顿雕塑
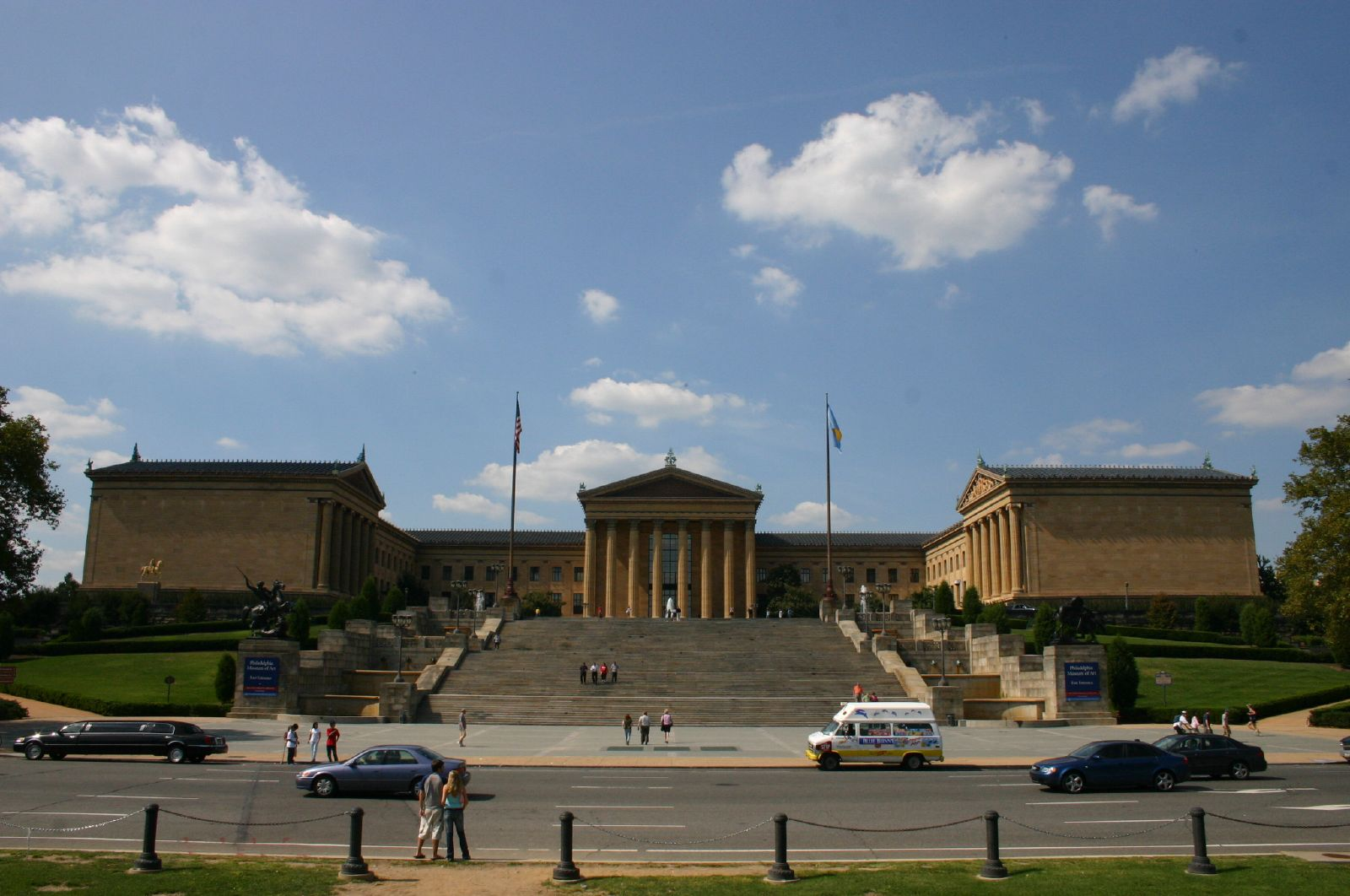
费城艺术博物馆